# MD (læge)
 For alternative betydninger, se MD. (Se også artikler, som begynder med MD)
MD er en forkortelse for Medicinæ Doctor (latin) og er en lægevidenskabelig grad i mange engelsktalende lande. I USA, Canada og Israel svarer en MD til en dansk cand.med., og i Storbritannien, Irland og Australien svarer en MD til en ph.d. og en dr.med. En "medicinsk doktor" er en der har en doktorgrad i medicin. Det hedder i USA: DMSc (Doctor of Medical Science). Mange gange oversættes MD blot til læge.